# Pseudochthonius brasiliensis
Pseudochthonius brasiliensis es una especie de arácnido  del orden Pseudoscorpionida de la familia Chthoniidae.

## Distribución geográfica
Se encuentra en Brasil.